# Calle Balcarce
La calle Balcarce es una arteria vial del casco histórico de la Ciudad de Buenos Aires, Argentina.
Debe su nombre a Antonio González Balcarce,  (Buenos Aires, 24 de junio de 1774 – 5 de agosto de 1819) que fue un político y militar argentino, destacado en la Guerra de Independencia de la Argentina y que ejerció brevemente como Director Supremo de las Provincias Unidas del Río de la Plata.

## Historia

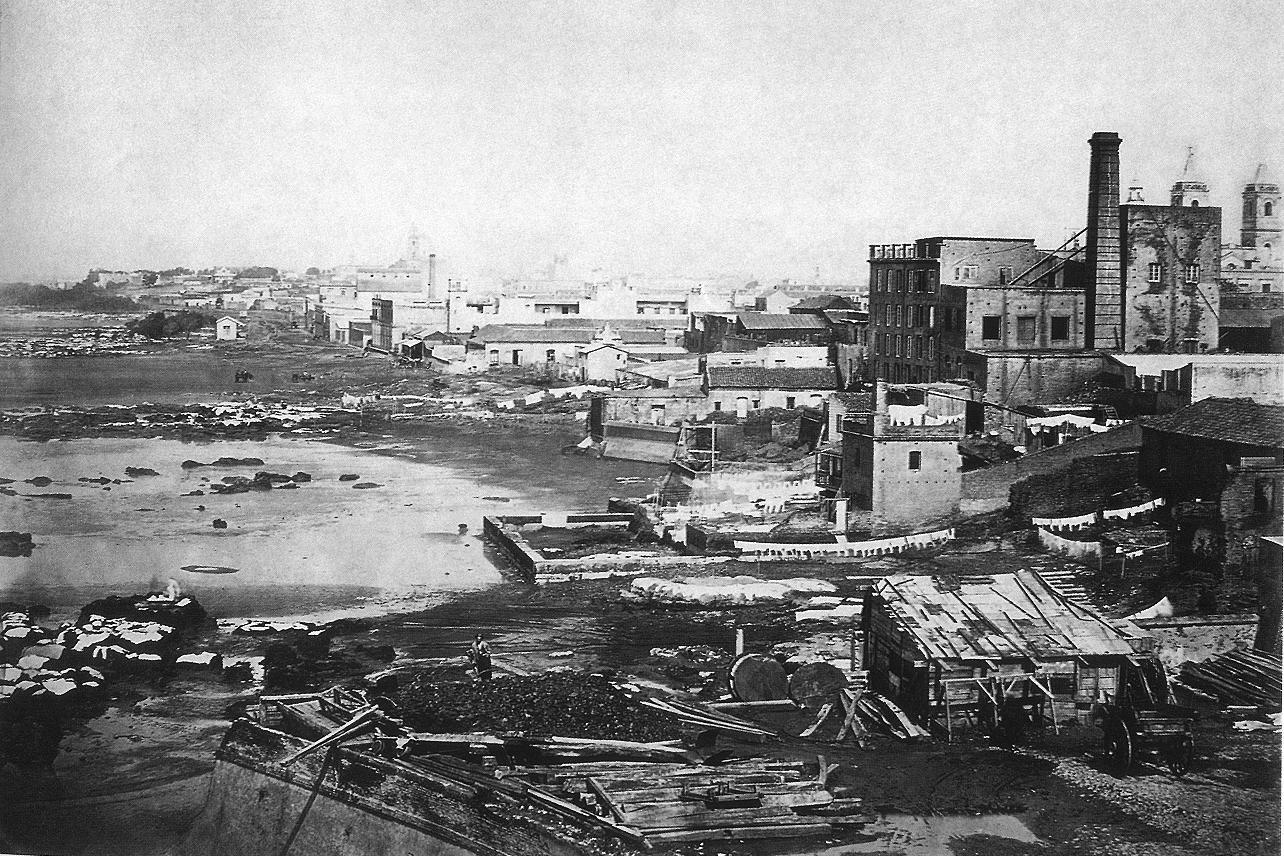
La ribera del Río de la Plata vista desde la Casa Rosada hacia San Telmo, en 1867. No existía aún la Avenida Paseo Colón.

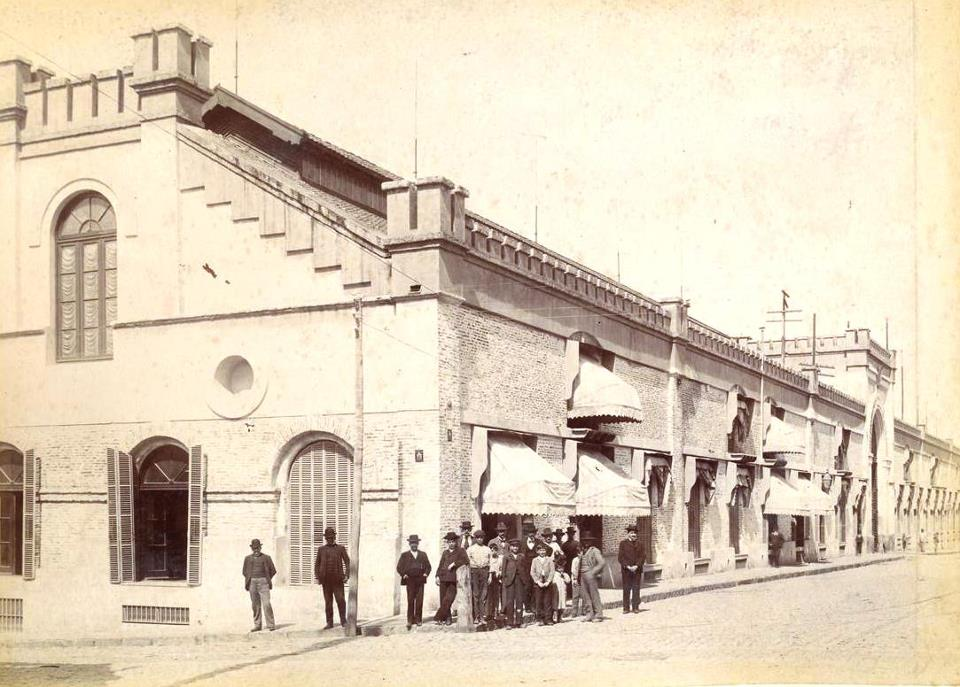
Antigua Intendencia de Marina, en Av. Garay esq. Balcarce. (demolida)

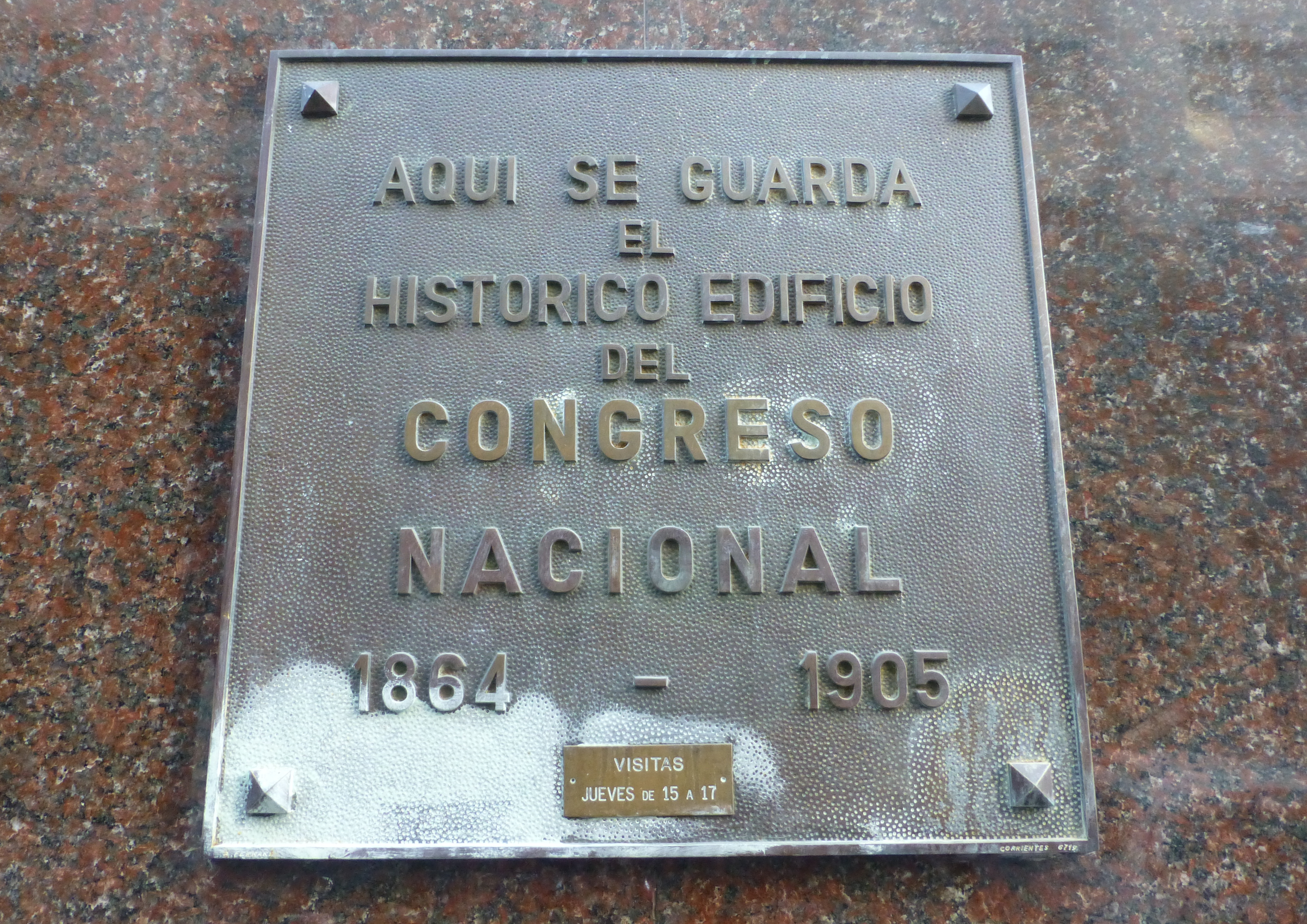
Placa que indica el recinto del antiguo Congreso Nacional, ubicado entre Alsina e Yrigoyen.

Durante siglos fue la última calle de la ciudad antes de llegar al Río de la Plata. Por esta misma razón no era muy habitable debido a que por su cercanía con la costa eran comunes los desmoronamientos durante las crecientes, a lo que se sumaban los pantanos y desagües de los terrenos del alto de la barranca, que la hacían intransitable.
Su primer nombre fue Camino de la Ronda, debido a que el llamado rondín policial (sereno) la recorría por la noche. Entre 1738 a 1744, cuando el Fuerte de Buenos Aires estuvo concluido, comenzó a llamarse del Fuerte. Pero en 1769 durante una tormenta intensa seguida durante días de vendavales y creciente del río se decidió sacar la imagen del Santo Cristo de la Catedral para pasearla por la ciudad y pedir ayuda divina. A medida que la imagen recorría la ciudad la tempestad cedía, por lo que la población, agradecida, festejó el "milagro" y decidió darle a la calle del Fuerte el nombre de Santo Cristo.
Mantuvo ese nombre hasta 1808 en que se la denominó de Gana, en homenaje a Pío Gana, comandante del batallón de Arribeños, que murió en defensa de los derechos del soberano. Ya era una calle donde existían casas de poco valor, con techos de teja y empinadas escaleras de madera.
Fue el 22 de noviembre de 1821 que Bernardino Rivadavia, ministro de Gobierno del gobernador Martín Rodríguez, decretó llamarla “Balcarce”, en honor de Antonio González Balcarce, vencedor de la batalla de Suipacha, y después de tener en cuenta el pedido de la viuda de éste. La elección de esta calle para homenajearlo era que dicho militar había tenido su casa sobre la misma, en el n.º 161, algo al sur de la calle Victoria (hoy Hipólito Yrigoyen), muy cerca de la esquina sobre la Plaza Mayor (actual Plaza de Mayo). Es la calle con el nombre oficial más antiguo de la ciudad.
Según el historiador Felipe Machain "Hacia el este de Balcarce venía el Bajo, cuya espaciosa playa al pie de la barranca se usó para hacer pasar un camino que transitoriamente resolvió el problema del zanjón y prestó los mismos servicios que el análogo del norte, o sea facilitar las comunicaciones del centro con la campaña en días de lluvia, evitando que los vecinos quedaran aislados y sin abastecimientos, como sucedía cuando crecía el caudal de los zanjones y sus pasos se ponían intransitables. Además en todo tiempo era recorrido por los carros que hacían el servicio del puerto. El Bajo era un lugar donde se juntaba la resaca, y muchas casas cercanas arrojaban en él sus desperdicios a la espera de una creciente que los llevara río afuera."
En 1873 el entonces presidente Domingo Faustino Sarmiento mandó levantar la Casa de Correos que actualmente forma parte del ala sur de la Casa Rosada y en 1882 el presidente Julio Argentino Roca hizo construir la actual ala norte.
En las cuadras más al sur se irían disponiendo el edificio de Rentas Nacionales (lugar del actual Ministerio de Economía); la Casa de Moneda (que hoy ya no está allí pero el edificio se mantiene en manos del Ejército Argentino), y la torre del Molino San Francisco, que fue el primero a vapor en Buenos Aires (1845), entre las calles Alsina y Moreno. También el Patronato de la Infancia, edificio hoy abandonado.

## Recorrido

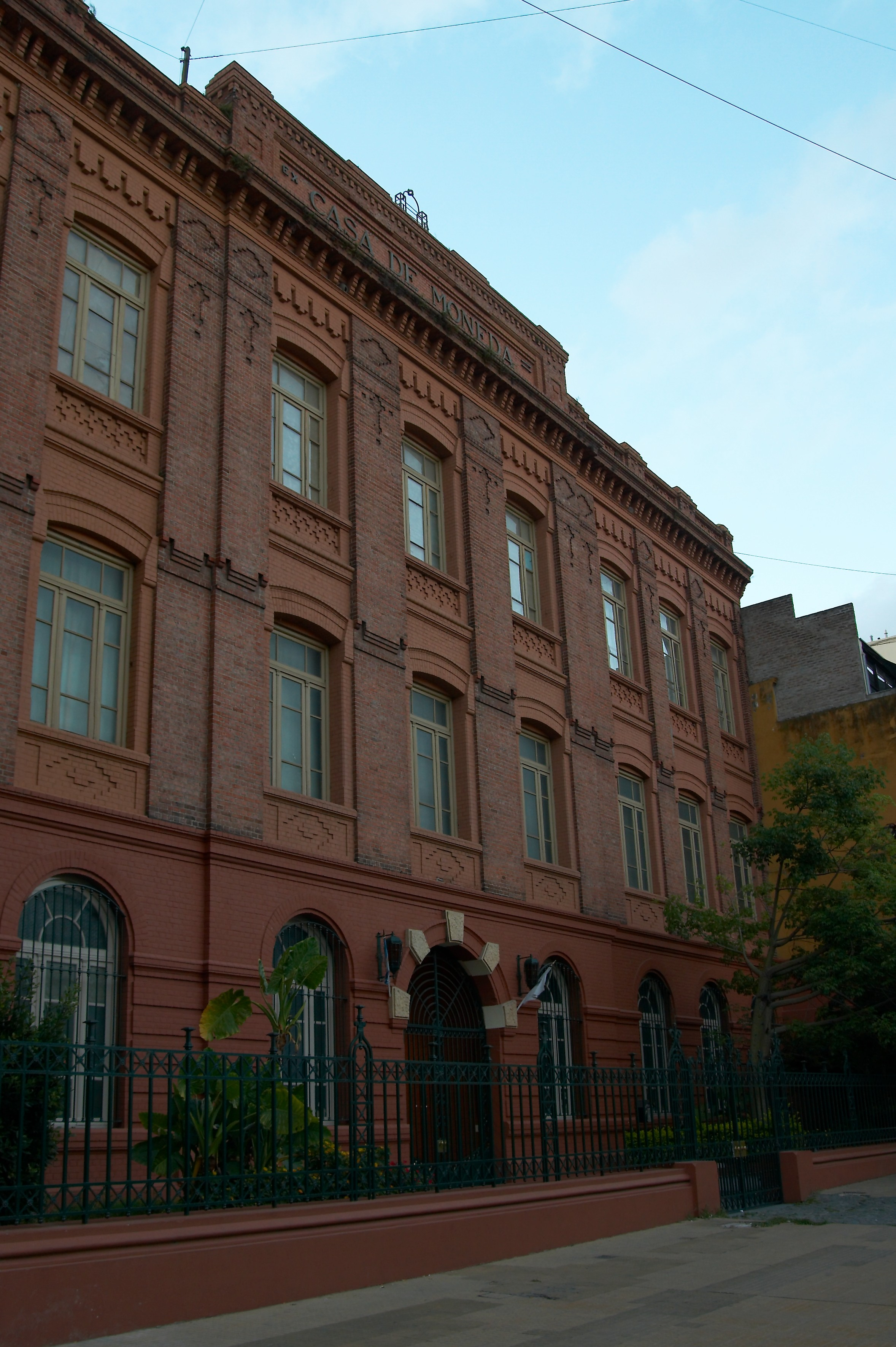
Sede del Archivo del Ejército, ex Casa de Moneda.

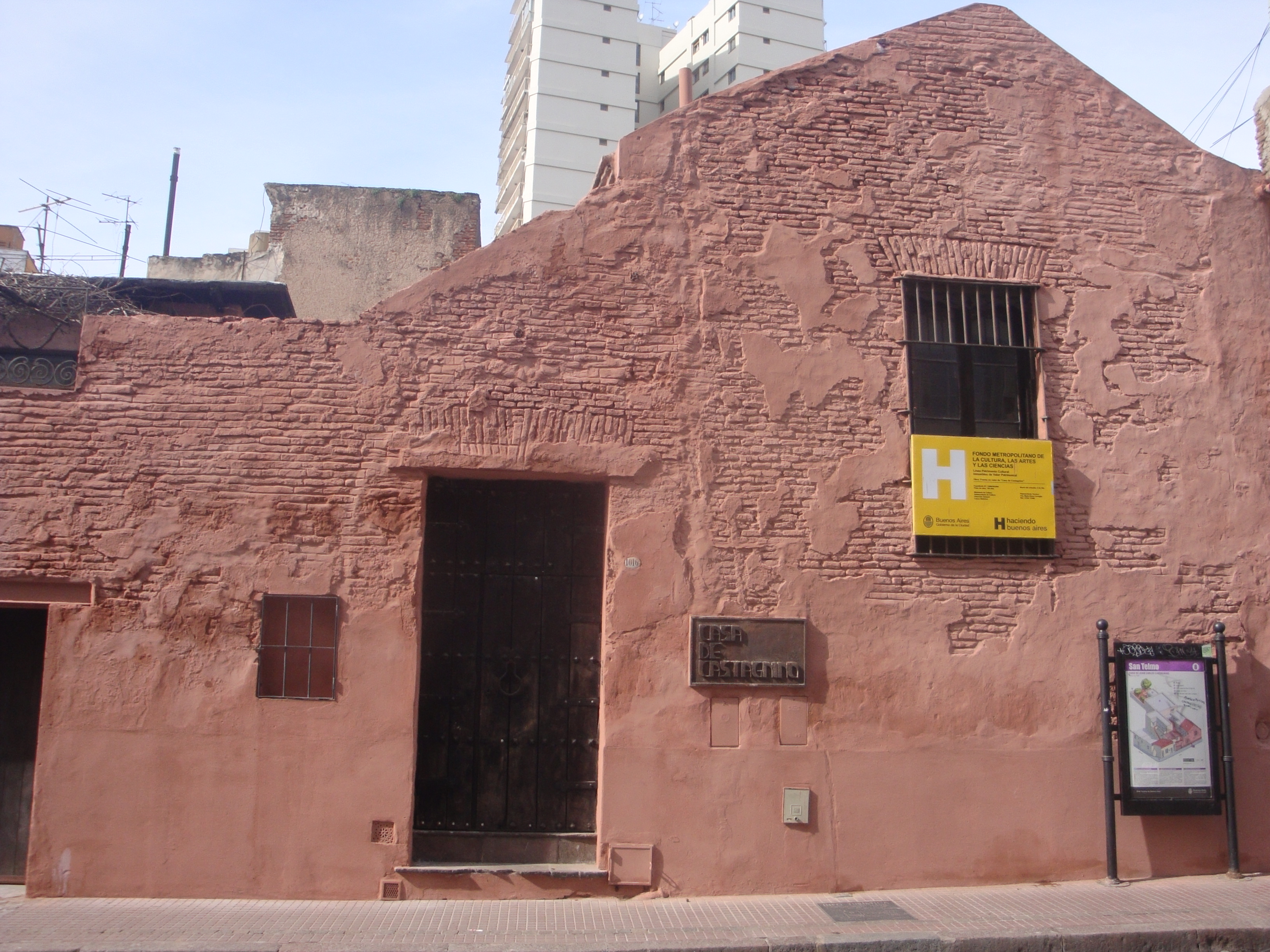
Casa del artista Juan Carlos Castagnino en Balcarce 1016, data del.

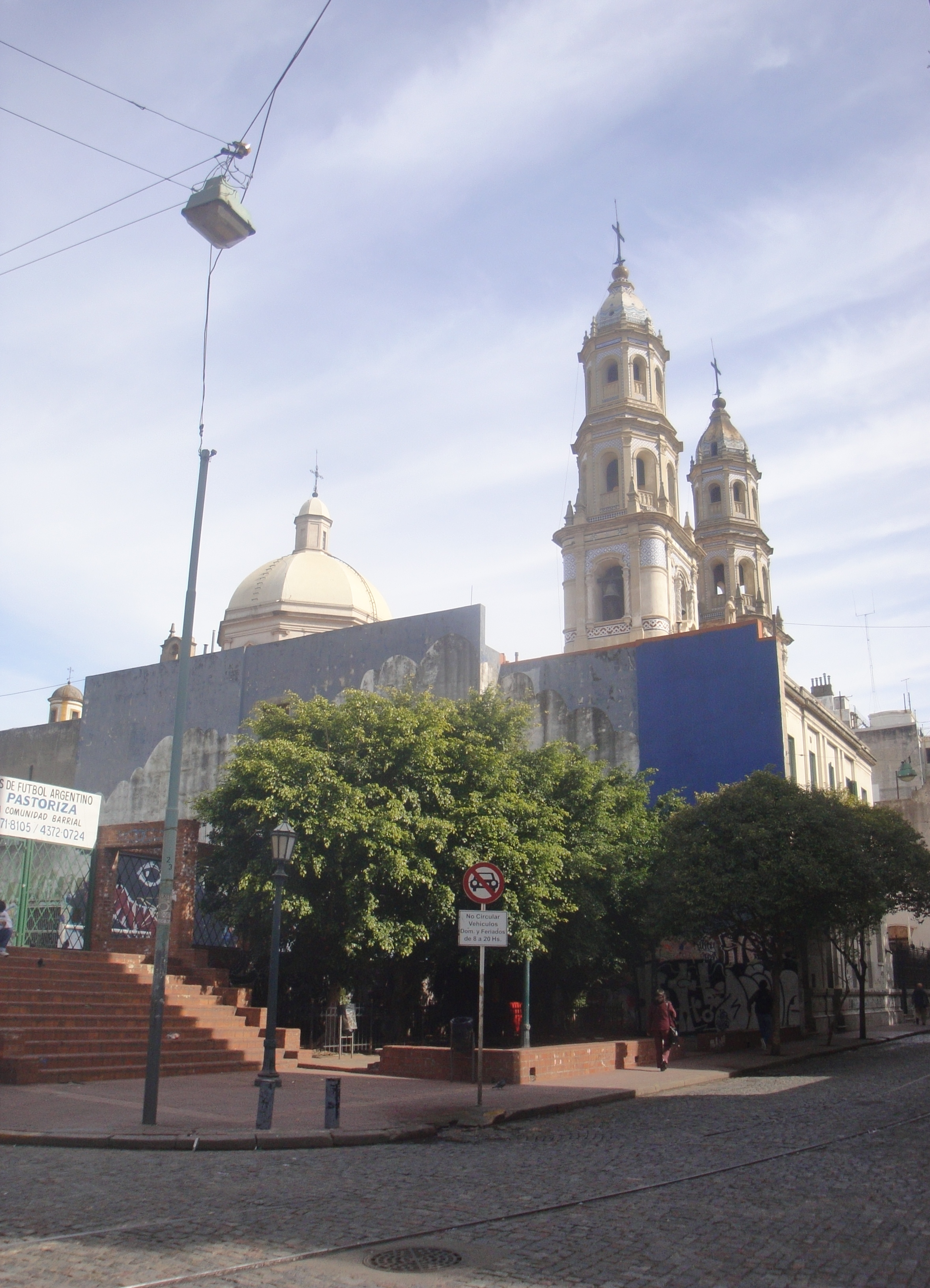
Cancha de fútbol en Balcarce y Humberto Primo, junto a la Iglesia de San Telmo.

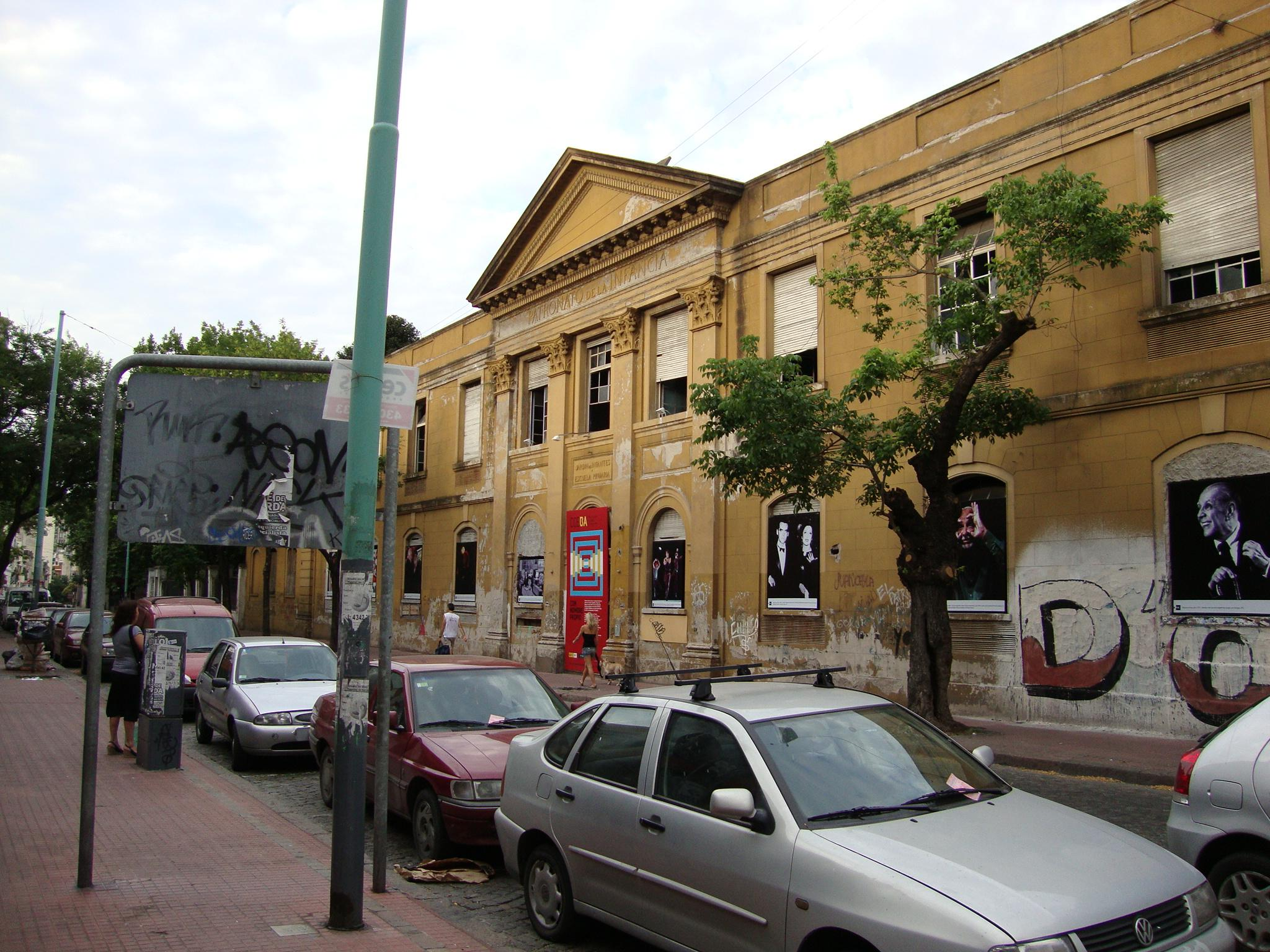
Ex Patronato de la Infancia, Balcarce 1150.

La calle nace en el barrio de Monserrat, en el punto en el que la calle 25 de Mayo cruza la Rivadavia al 300. Se prolonga hacia el sur en pronunciada declive, hasta cortarse con la Avenida Paseo Colón. Se reanuda a partir de Giuffra,  ya en el barrio de San Telmo, desde donde comienza a ascender, y termina en Avenida Brasil 301, frente al Parque Lezama, luego de pasar por debajo de la Autopista 25 de Mayo (AU1). 
El tránsito sobre ella es de norte a sur y prácticamente en todo su recorrido se halla entre Avenida Paseo Colón y Defensa. 
En 1886 se dispuso la delineación y ensanche desde la actual Hipólito Yrigoyen hasta Brasil. Es empedrada desde Avenida Belgrano hacia el sur.

### Monserrat
En los primeros 100 metros de su recorrido, se encuentra, al este, la entrada principal de la Casa Rosada, asiento del Poder Ejecutivo del Gobierno Nacional; y al oeste el Monumento ecuestre al General Manuel Belgrano situado sobre la histórica Plaza de Mayo.
En la esquina con la Calle Hipólito Yrigoyen se encuentran las bocas de entrada a la estación Plaza de Mayo de la Línea A de subterráneos. Se encuentra además el Edificio de la Administración Federal de Ingresos Públicos, el Ministerio de Economía y Producción y la biblioteca de la Academia Nacional de la Historia, donde se encontraba la mencionada casa de Balcarce y aún se conserva su habitación. También en este edificio sobrevive intacta la sala de sesiones del primer Congreso de la Nación, un pequeño edificio construido en 1864 y demolido casi totalmente en 1942.
En la intersección con la Calle Alsina fue fundada la histórica Escuela Normal Superior en Lenguas Vivas Mariano Acosta en 1874. Hoy el lugar es ocupado por un edificio dependiente del Ministerio de Economía.
Son muy comunes sobre ella las tanguerías, es decir, lugares donde se puede beber y comer algo y apreciar o participar de espectáculos relacionados con el tango. Entre ellas, en el 433 se encuentra una de las más conocidas y grandes, Michelangelo, cuyo edificio fue  declarado "Sitio de interés cultural" por la Legislatura de la Ciudad de Buenos Aires. En su sótano el arqueólogo Daniel Schávelzon un pozo de basura que había pertenecido al Convento de Santo Domingo, que estuvo en ese lugar hasta 1823. También encontró otro pozo que fue el que utilizaron los obreros que construyeron los almacenes, en 1848. De los muchos restos hallados (botellas inglesas de 1820, botones, etc) algunos se exponen en la tanguería
En esquina noroeste, sin ochava, con la Avenida Independencia, se encuentra El Viejo Almacén, una tradicional casa de espectáculos de  tango desde 1968, fundada por el popular cantor Edmundo Rivero y que es recordada en los versos del tango "Sentimiento Gaucho" escrita por Juan Carlos Caruso. Fue declarada "Sitio de interés cultural" por la legislatura de la Ciudad Autónoma de Buenos Aires.
En el n.º 677 se halla la Sede del Archivo del Ejército. Este edificio era la parte trasera de la Casa de Moneda, y se lo utilizó entre 1889 y 1914 para la instalación de las máquinas impresoras de billetes.
En Balcarce 860 existe una casa donde funcionó entre 1969 y 1977 la tanguería "Malena al Sur", que perteneció a Lucio Demare, autor de la música del tango "Malena", con letra de Homero Manzi.

### San Telmo
En Balcarce 1016 se halla una casa rosada de fines del siglo XVIII en la que vivió Juan Carlos Castagnino (1908-1972), pintor de renombre. En 1960 la restauró para que le sirviera de atellier. La construcción contigua, en la esquina con la calle Carlos Calvo, se supone de la misma antigüedad, y se caracteriza por no poseer una ochava y por su vereda particularmente estrecha. Es una pequeña vivienda con fachada blanca, muy modificada a lo largo de sus dos siglos de existencia y con su frente notablemente deteriorado.
En el n.º 1053 se halla la Galería del Viejo Hotel, edificio histórico por haber sido un conventillo hacia 1860 y actualmente ocupado por anticuarios, artistas plásticos, artesanos, ventas de antigüedades, un restaurant etc. 
Entre la calle Humberto 1º y la Avenida San Juan se halla —en restauración por su serio deterioro— el edificio que fuera hogar y escuela del Patronato de la Infancia, abandonado en 1978 y ocupado de forma irregular por un gran número de familias sin vivienda, para ser desalojado finalmente en 2003 y cedido al Reino de España en 2010, con el objetivo de instalar allí al Centro Cultural de España en Buenos Aires (CCEBA).
Finaliza su recorrido en el Parque Lezama, lugar de la mítica primera fundación de Buenos Aires.
En esta zona, a partir de los años 90, se empezaron a instalar estudios de televisión y, principalmente, de radio

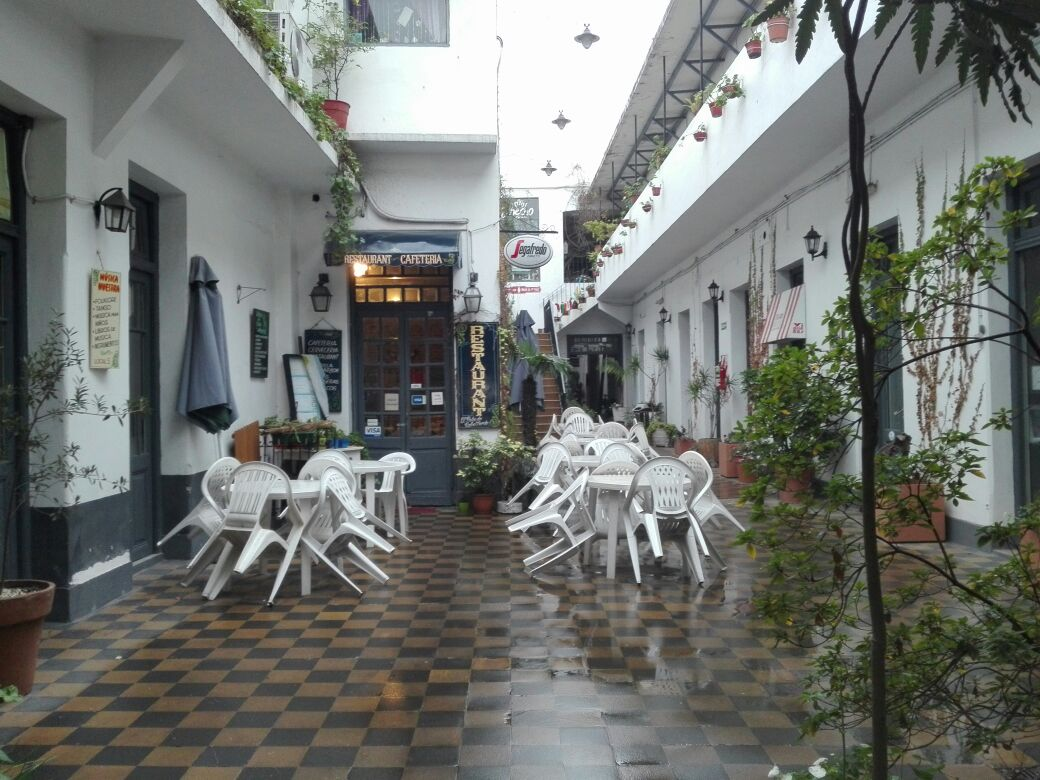
Galería del Viejo Hotel